# 케티오사우루스
케티오사우루스(Cetiosaurus)는 중생대 쥐라기 중기에서 후기(약 1억 8,000만년 전~1억 6,000만년 전)에 걸쳐, 오늘날의 영국, 모로코 부근 등, 주로 유럽에서 서식한 용반류 일종의 초식공룡이다. 학명은 '고래 도마뱀'이라는 의미를 갖고 있다. 전체 몸 길이는 약 16m, 체중은 11t에 달했을 것으로 추정되는 대형 공룡이다. 4족보행을 했고, 꼬리는 40여개의 꼬리뼈로 이루어져 있다.